# Colonel Bogey March
Colonel Bogey March är en välkänd marsch skriven år 1914 av den brittiske militärmusikern Frederick Joseph Ricketts under pseudonymen Kenneth Alford. 
Enligt uppgift skall inspirationen till marschen ha kommit från en militär och golfspelare som, istället för att ropa Fore, visslade två toner. Ricketts hörde vid något tillfälle visslingen och använde de två tonerna till inledningen av marschens huvudtema. Namnet på marschen kommer av Colonel Bogey (överste Bogey), en fiktiv golfspelare med ett idealt resultat mot vilken golfspelare i slutet av 1800-talet började ställa upp sina egna resultat. Colonel Bogey har sedan givit upphov till begrepp bogey inom dagens golf.
I filmen En dam försvinner nynnas marschen av en av huvudpersonerna i början av filmen. I början av andra världskriget användes marschen till den i Storbritannien populära sången ”Hitler Has Only Got One Ball”. Texten, som förekommer i många snarlika varianter, går i grunden ut på att Adolf Hitler och andra namngivna nazister är dåligt utrustade vad avser testiklar. Möjligen skrevs texten som en del av den organiserade brittiska krigspropagandan.
Marschen användes i filmen Bron över floden Kwai (1957). Till filmen komponerade Malcolm Arnold en kontramarsch, ”River Kwai March”. De båda marscherna spelades in tillsammans som ”March from the River Kwai - Colonel Bogey”. Detta har lett till att ”Colonel Bogey March” ofta felaktigt kallas ”River Kwai March”.